# Fliegenschmutzkrankheit

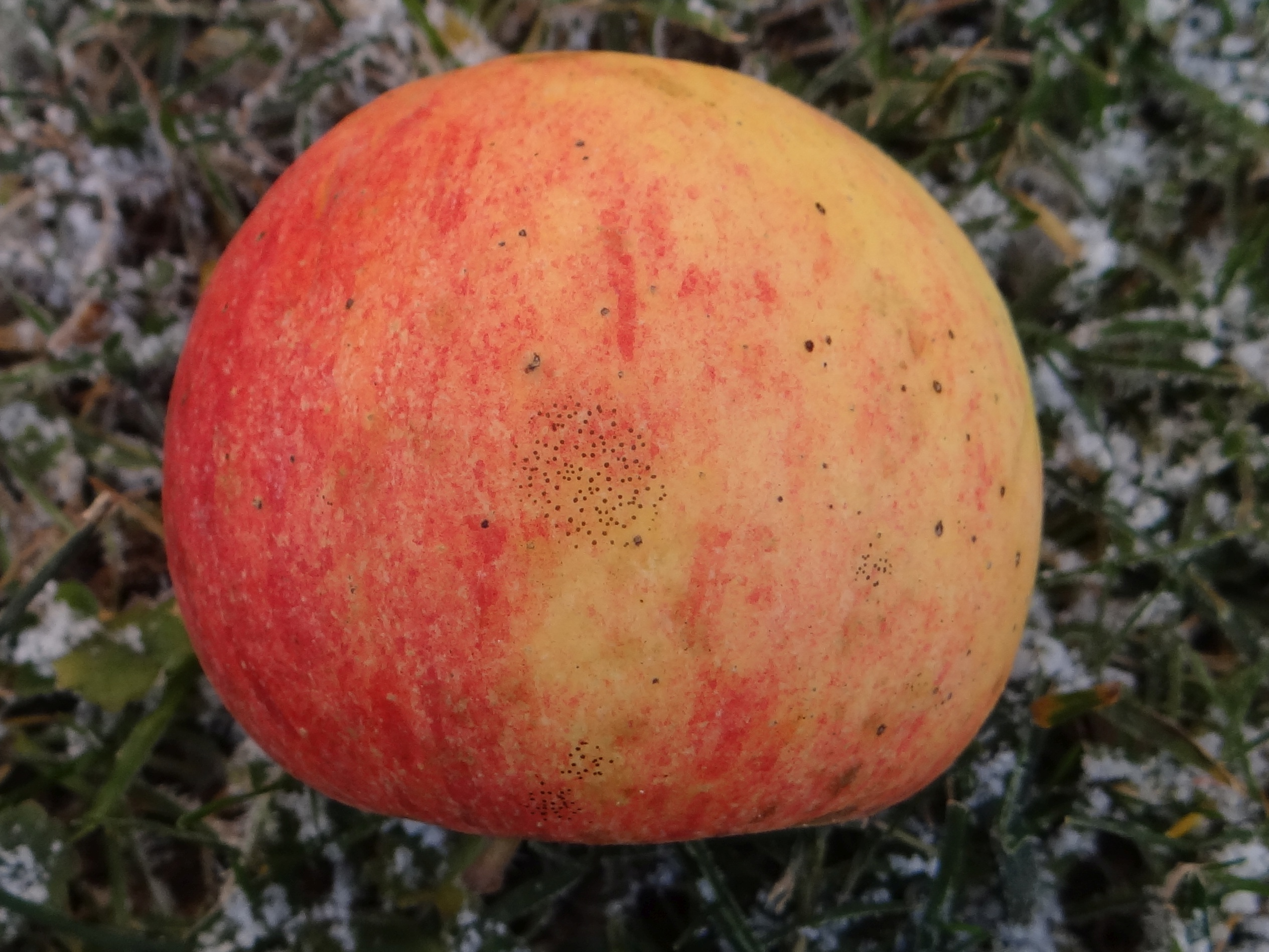
Fliegenschmutzkrankheit auf der Schale eines Apfels

Die Fliegenschmutz- oder Regenfleckenkrankheit ist eine Pflanzenkrankheit an Äpfeln. Sie wird vom Pilz Schizothyrium pomi sowie möglicherweise von weiteren verwandten Pilzarten verursacht und tritt weltweit in allen Regionen mit feuchtem Klima während der Vegetationsperiode auf. In gemäßigten und feuchten Regionen ist sie eine der häufigsten Pilzkrankheiten. Ihre Schadwirkung entwickelt sie durch die Senkung des Vermarktungswerts der Früchte.

## Beschreibung

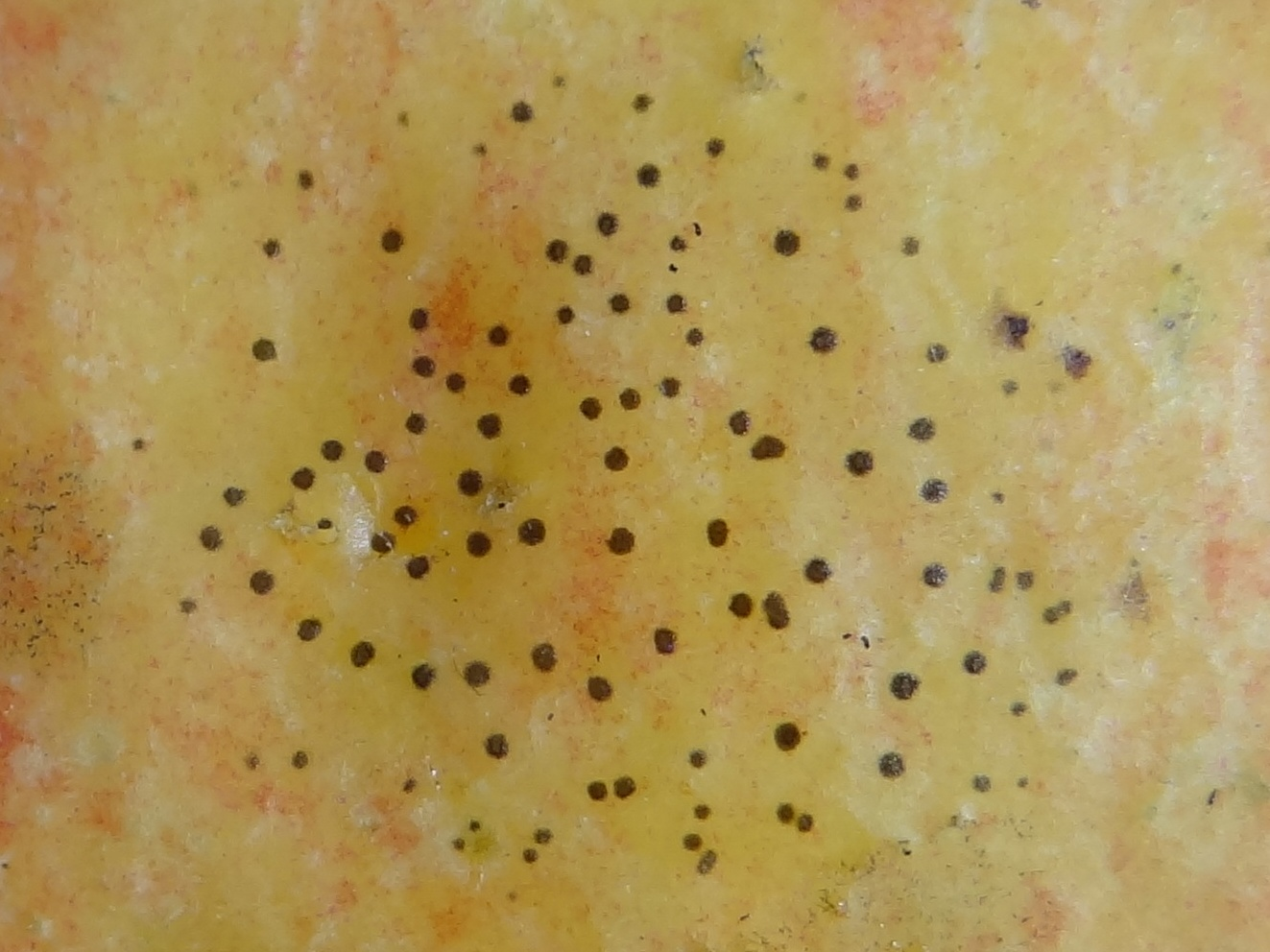
Nahaufnahme der Schalenveränderungen

Der Name der Krankheit beruht auf dem Aussehen der befallenen Früchte: In einem frühen Stadium, das in Mitteleuropa in der Regel ab Ende Mai sichtbar wird, zeigen sich auf der Schale graue Überzüge und großflächige Flecken. In diesen Flächen bilden sich später rund 0,3 Millimeter große schwarze Flecken, die dem Kot der Stubenfliege ähneln. Das Ausmaß des Pilzbefalls und die Dunkelheit seiner Farbe nehmen in der Folge zu.
Das Schadbild ähnelt der Rußfleckenkrankheit, die jedoch von einer anderen Gruppe von Pilzen erzeugt wird. Beide Krankheiten treten zudem häufig zusammen auf der gleichen Frucht auf. Im Englischsprachigen Raum werden sie als sooty blotch and flyspeck (SBFS) oder apple summer desease in der Regel gemeinsam angesprochen und behandelt. Selbst in der deutschsprachigen Forschungsliteratur wird der Name "Regenfleckenlkrankheit" gleichermaßen als Zweitname für beide Krankheitsbilder als auch als Eigenbezeichnung für ihr kombiniertes Auftreten verwendet. Auch Fraßöffnungen von Blattläusen, die von Rußtaupilzen besiedelt werden, haben ein ähnliches optisches Erscheinungsbild.
Ob ähnliche Krankheiten an Birne, Bananen, Papaya, Kaki sowie verschiedene andere Obstsorten ebenfalls von Schizothyrium pomi verursacht werden, ist unklar.

## Erreger
Als Verursacher wird der Pilz Schizothyrium pomi aus der Ordnung der Rußtaupilzartigen (taxonomisch nicht näher eingeordnet) angesehen. Allerdings gibt es Forschungsergebnisse, die auf eine größere Zahl möglicher Verursacher aus der Klasse Dothideomycetes innerhalb der Schlauchpilze hinweisen.

## Infektionsverlauf
Die Fliegenschmutzkrankheit wird, wie viele andere Pilzkrankheiten, durch ein feuchtes Frühjahr begünstigt. Es wird angenommen, dass eine Reihe anderer Pflanzen Überträger sind. Sowohl die Primärinfektion als auch die Sekundärinfektion zwischen Früchten einer bereits befallenen Pflanze erfolgt über Konidien und Teile des Myzels, die von Wind und Regen verbreitet werden. Ältere Apfelbäume und Sorten mit nur schwach gefärbter Schale (wie Golden Delicious) scheinen besonders anfällig zu sein.
Die Krankheit befällt ausschließlich die Wachsschicht der Apfelschale. Dort lebt der Pilz saprovor, also ausschließlich von totem organischem Material, möglicherweise von kleinen Mengen Fruchtsaft, die durch die Schale austreten. Die grauen Flecken treten rund 20 bis 25 Tage nach der Infektion auf, unter für den Pilz besonders günstigen Wetterbedingungen mit anhaltend hoher Luftfeuchtigkeit und Temperaturen um 20 Grad Celsius herum bereits nach rund zehn Tagen.

## Wirtschaftliche Bedeutung
Die Fliegenschmutzkrankheit hat keine Auswirkungen auf die Gesundheit der Pflanze sowie auf die Entwicklung und Nahrungsmittelqualität der Frucht. Allerdings führen der Belag, der sich mechanisch nur teilweise entfernen lässt sowie eine verstärkte Neigung zum Schrumpeln der Früchte während der Lagerung dazu, dass diese nicht mehr im Einzelhandel verkäuflich sind.
Die Auswertung einer Versuchsreihe des Kompetenzzentrums Obstbau – Bodensee aus dem Jahr 2010 kommt allerdings zu dem Schluss, dass der wirtschaftliche Schaden der Fliegenschmutzkrankheit in Mitteleuropa gegenüber der Rußfleckenkrankheit vernachlässigbar ist.

## Bekämpfung
Vorbeugend lässt sich durch die Wahl eines sonnigen Standorts außerhalb typischer Nebelstandorte sowie durch einen luftigen Schnitt des Baums die Feuchtigkeit innerhalb der Baumkrone reduzieren. Ein ausreichend großer Abstand zwischen den Obstbäumen sowie zu anderen Bäumen und das Kurzhalten des Unterwuchses erschweren die Primärinfektion. Befallene Äpfel sollen durch Entfernen von Fallobst und Fruchtmumien sowie den schnellen Abtransport der Ernte zügig aus dem Bestand entfernt werden.
Fungizide, die gegen Apfelschorf wirken, bekämpfen auch die Fliegenschmutzkrankheit. An Früchten mit optisch geringem Befall kann die Vermarktbarkeit durch abbürsten und Waschen verbessert werden. In Ländern, wo dies zulässige ist, werden dem Waschwasser chlorhaltige Mittel zugesetzt.